# Berliner Balkon

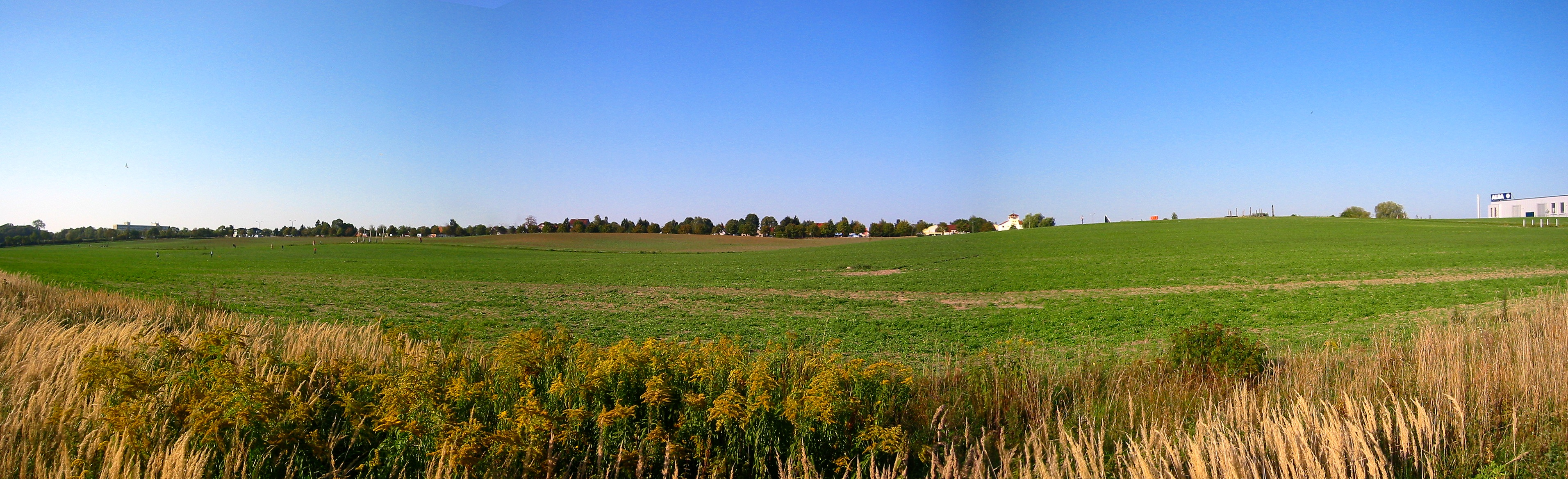
Panoramablick den Hang hinauf

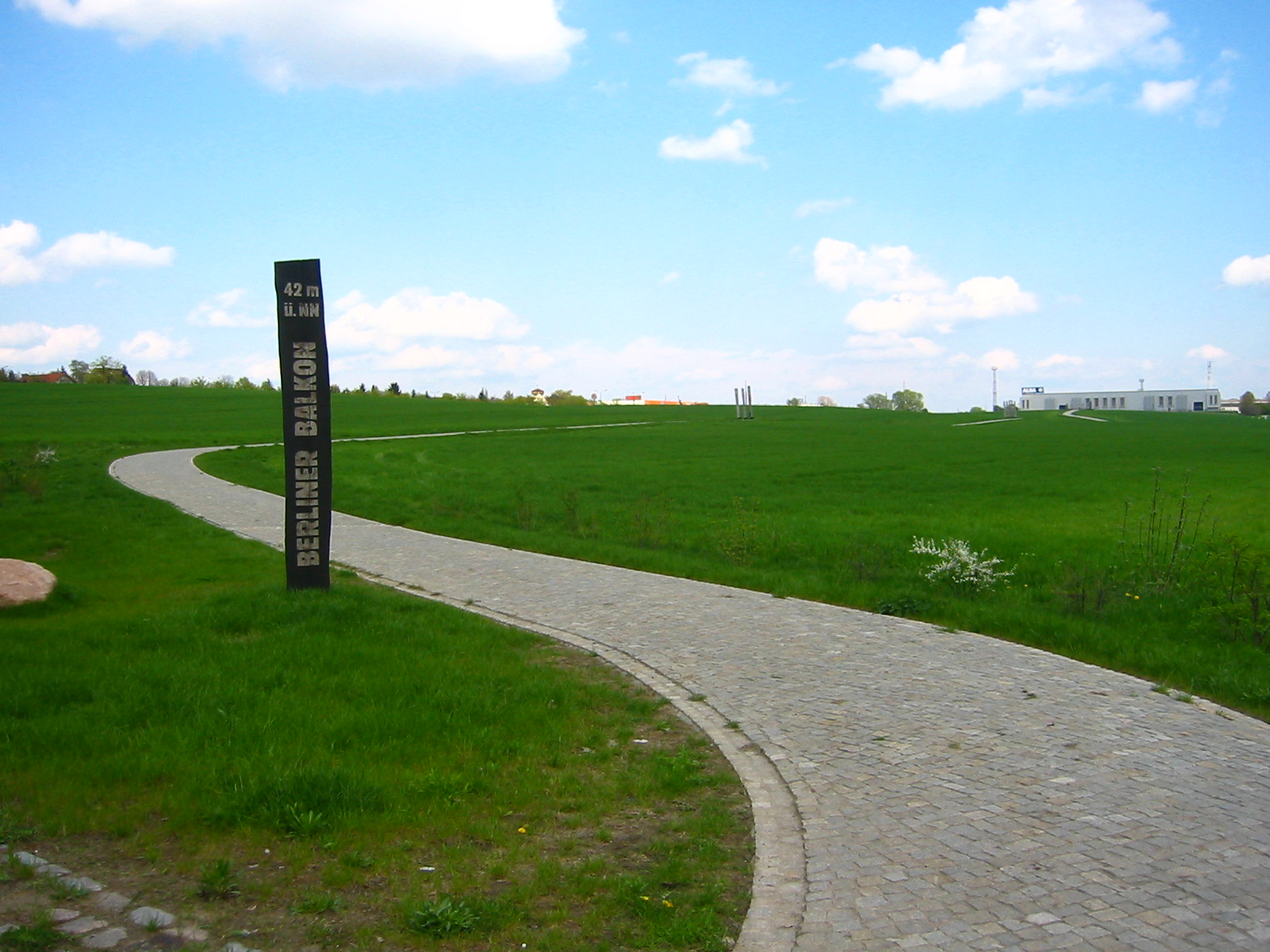
Westlicher Beginn des Wanderweges

Als Berliner Balkon wird ein unbebauter Hang an der Grenze zwischen den Berliner Ortsteilen Kaulsdorf und Mahlsdorf bezeichnet, an dem der Höhenunterschied der Barnimhochfläche zum Berliner Urstromtal nachvollzogen werden kann. Einmalig für Berlin wurde hier der Übergang nicht verbaut. Der Barnim weist hier eine Höhe von 57 m und das Berliner Urstromtal von 42 m ü. NHN auf. Der östliche, höhere Hang befindet sich in Mahlsdorf, der westliche, niedrigere  Hang in Kaulsdorf.

## Lage und Beschreibung
Direkt an der Südseite der auf gemeinsamer Trasse geführten Bundesstraßen B 1/B 5 gelegen, bietet sich vom Berliner Balkon ein freier Blick über den Elsensee und die Kaulsdorfer Seen, die Siedlungsgebiete von Mahlsdorf und Kaulsdorf bis nach Köpenick zu den Müggelbergen.
Die Fläche grenzt im Osten an das Gelände des Abfallentsorgungsunternehmens ALBA, das Anfang der 1980er Jahre als Aufbereitungszentrum des VEB Sekundärrohstofferfassung (SERO) angelegt wurde. ALBA errichtete dort im Jahr 2005 die damals modernste Recyclinganlage Europas. Ebenfalls an die Fläche grenzt im Süden die Freie Schule am Elsengrund, die Anfang 2021 aufgrund von rechtsextremen Lehrern negativ durch die Presse ging.
Im Jahr 2004 wurde ein mit 900.000 Euro von der EU geförderter Weg quer über den östlichen Teil des Berliner Balkons gebaut, der Bestandteil des die Ortsteile Biesdorf, Kaulsdorf und Mahlsdorf durchquerenden Rad- und Wanderwegs Am Barnimhang ist. Er beginnt an der Kreuzung Kressenweg Ecke Elsenstraße und führt zu einem zentral gelegenen Aussichtspunkt. Ein Holzkunstwerk erinnert dort an die Bockwindmühle, die dort von 1808 bis 1936 stand. Auch der Kaulsdorfer Weg, einer der 20 grünen Hauptwege Berlins, berührt den Berliner Balkon.
Am Aussichtspunkt teilt sich der Weg und führt zum einen nach Norden zur B 1/B 5, nach Süden zur Elsenstraße und nach Osten zum Gutspark Mahlsdorf mit dem Gründerzeitmuseum. Der Bau eines Radweges durch den denkmalgeschützten Gutspark sorgte für Kritik seitens des Fördervereins Gutshaus Mahlsdorf e. V. Es wurde vereinbart, dass der Weg durch den Park nur zu den normalen Öffnungszeiten des Gutshauses zugänglich ist.
Seit 2012 ist die Fläche als Landschaftsschutzgebiet Barnimhang (LSG 53) geschützt.
Der Hang wird aktuell (2010er Jahre) noch landwirtschaftlich genutzt.